# Anders Besseberg
Anders Besseberg (25 febbraio 1946) è un dirigente sportivo ed ex sciatore nordico norvegese.
È stato presidente dell'International Biathlon Union dalla sua fondazione, avvenuta nel 1993, fino al 2018; in precedenza fu biatleta, fondista e successivamente allenatore di biathlon.

## Biografia
Atleta della Nazionale di biathlon della Norvegia, gareggiò anche nello sci di fondo.
Si diplomò all'Università dello Sport di Oslo, dove fu docente dal 1970 al 1975. Dal 1976 al 1980 fu allenatore e dirigente della Norvegia e della nazionale britannica; in seguito entrò nell'Union Internationale de Pentathlon Moderne et Biathlon, che presiedette dal 1992 al 1993; in quell'anno fu fondata l'International Biathlon Union e Besseberg ne divenne presidente, incarico per il quale fu ininterrottamente confermato per cinque mandati.
In seguito alle rivelazioni sullo scandalo doping in Russia fu coinvolto nell'inchiesta aperta dall'agenzia mondiale antidoping; di queste indagini fu informato l'ufficio federale di polizia criminale austriaco che, in collaborazione anche con la corrispondente forza dell’ordine norvegese, avviò formali investigazioni su potenziali frodi in materia di doping, corruzione e crimini finanziari nei suoi confronti e in quelli di Nicole Resch, nelle loro qualità di presidente e di segretario generale dell'IBU. In seguito a queste indagini, a oggi ancora in corso, Besseberg rinunciò al suo incarico nei primi giorni dell'aprile 2018.